# Champions Challenge
 (octobre 2020).
Si vous disposez d'ouvrages ou d'articles de référence ou si vous connaissez des sites web de qualité traitant du thème abordé ici, merci de compléter l'article en donnant les références utiles à sa vérifiabilité et en les liant à la section « Notes et références ».
Le Champions Challenge est un tournoi international de hockey sur gazon.
Ce tournoi est en quelque sorte le « petit frère » du Champions Trophy. Il se tient — en principe — tous les deux ans. Il réunit les équipes sept à douze du classement mondial selon la Fédération internationale de hockey sur gazon (FIH). Le vainqueur du tournoi est qualifié pour le prochain Champions Trophy.
La compétition est supprimée en 2014.

## Palmarès masculin
| Année | Or               | Argent           | Bronze         | 4e               | 5e               | 6e       | 7e             | 8e      |
| 2001  | Inde             | Afrique du Sud   | Argentine      | Malaisie         | Japon            | Belgique |                |         |
| 2003  | Corée du Sud     | Espagne          | Afrique du Sud | Nouvelle-Zélande | Angleterre       | Malaisie |                |         |
| 2005  | Argentine        | Corée du Sud     | Belgique       | Angleterre       | Afrique du Sud   | Égypte   |                |         |
| 2007  | Argentine        | Nouvelle-Zélande | Inde           | Angleterre       | Japon            | Belgique |                |         |
| 2009  | Nouvelle-Zélande | Pakistan         | Inde           | Argentine        | Afrique du Sud   | Chine    | Belgique       | Canada  |
| 2011  | Belgique         | Inde             | Afrique du Sud | Argentine        | Malaisie         | Pologne  | Japon          | Canada  |
| 2012  | Argentine        | Corée du Sud     | Irlande        | Malaisie         | Japon            | Canada   | Afrique du Sud | Pologne |
| 2014  | Corée du Sud     | Canada           | Malaisie       | Irlande          | Nouvelle-Zélande | France   | Japon          | Pologne |

## Palmares féminin
| Année | Or               | Argent           | Bronze         | 4e               | 5e               | 6e             | 7e     | 8e             |
| 2002  | Angleterre       | Corée du Sud     | Inde           | Afrique du Sud   | États-Unis       | Russie         |        |                |
| 2003  | Allemagne        | Espagne          | Japon          | Nouvelle-Zélande | États-Unis       | Italie         |        |                |
| 2005  | Afrique du Sud   | Nouvelle-Zélande | Japon          | Angleterre       | Espagne          | États-Unis     |        |                |
| 2007  | Chine            | Corée du Sud     | Angleterre     | États-Unis       | Nouvelle-Zélande | Azerbaïdjan    |        |                |
| 2009  | Nouvelle-Zélande | Afrique du Sud   | Japon          | Espagne          | Italie           | Chili          |        |                |
| 2011  | Japon            | États-Unis       | Écosse         | Espagne          | Afrique du Sud   | Irlande        | Inde   | Azerbaïdjan    |
| 2012  | Australie        | États-Unis       | Irlande        | Écosse           | Belgique         | Afrique du Sud | Inde   | Pays de Galles |
| 2014  | États-Unis       | Irlande          | Afrique du Sud | Espagne          | Corée du Sud     | Belgique       | Écosse | Inde           |